# Zapalenie odbytnicy
Zapalenie odbytnicy (łac. proctitis) – stan zapalny błony śluzowej odbytnicy, zwłaszcza jej końcowego odcinka zwanego bańką, ewentualnie wraz z zajęciem górnego odcinka kanału odbytu.

## Geneza i rodzaje
Zapalenie odbytnicy może powstać w przebiegu następujących schorzeń: 
- Infekcje bakteryjne
  - Chlamydia trachomatis
  - krętek blady, bakteria powodujące kiłowe zapalenie odbytnicy, będące najczęściej jednym z objawów trzeciego stadium kiły
  - dwoinka rzeżączki, bakteria powodująca rzeżączkowe zapalenie odbytnicy
- Infekcje wirusowe, głównie wirus opryszczki pospolitej (HSV-2, rzadziej HSV-1)
- Przewlekłe zapalne choroby jelita grubego (wrzodziejące zapalenie jelita grubego, rzadziej choroba Leśniowskiego-Crohna).

Zapalenie odbytnicy może również występować jako powikłanie działań leczniczych, takich jak antybiotykoterapia lub radioterapia (po naświetlaniach terapeutycznych np. w przypadku raka odbytnicy lub prostaty).

## Przebieg i objawy
Zapalenie odbytnicy może mieć przebieg ostry lub przewlekły. Objawami mogą być: ropny, krwisty bądź śluzowy wyciek z odbytu, ostre i przewlekłe bóle, parcie na stolec (łac. tenesmus), nierzadko bolesne. Rektoskopowo uwidacznia się ostre przekrwienie śluzówki odbytnicy i kanału odbytu, która łatwo ulega uszkodzeniu, a także nadżerki i/lub owrzodzenia z treścią ropną. 

## Rozpoznanie
Diagnostyka polega na zebraniu dokładnego wywiadu (leczenie antybiotykami, naświetlaniami, zachowania seksualne) na tradycyjnym badaniu proktologicznym oraz badaniu rektoskopowym lub proktoskopowym kanału odbytu i odbytnicy, a w przypadku podejrzenia infekcji także pobraniu wymazu do analizy mikrobiologicznej. Podejrzenie przewlekłej zapalnej choroby jelita grubego wymaga przeprowadzenia kolonoskopii z pobraniem wycinków do badania histopatologicznego. W przypadku stwierdzenia infekcyjnego zapalenia odbytnicy nieodzowne jest wykluczenie współistniejącego zakażenia HIV oraz przebadanie partnera seksualnego osoby chorej.

## Leczenie
Przypadki infekcyjne wymagają  leczenie antybakteryjnego lub antywirusowego. Leczeniu powinien poddać się również partner seksualny.
Przypadki nieinfekcyjne wymagają odstawienia lub zmiany antybiotyku. Zapalenia po radioterapii są wyjątkowo trudne do leczenia.